# 侯嬴
侯 嬴（こう えい）は、戦国時代の魏の隠者。侯生とも。大梁の夷門の門番をしていたが、70歳の頃、魏の公子の信陵君（魏無忌）に礼を持って迎えられ食客となった。

## 生涯
当初は、信陵君の招聘を理由をつけて断っていた。また、屠殺業の朱亥と仲が良く、信陵君の度量を試していた。やがて、食客となった。
秦が趙の邯鄲を攻めた際、魏の安釐王（信陵君の異母兄）は将軍の晋鄙に十万の軍を率いらせ、趙へ救援に向かわせようとしたが、秦が派遣した使者から、救援を行えば趙の次に滅ぼすとの脅迫を恐れ、晋鄙に軍の停止を命じた。
趙の平原君（趙勝）からの使者は、何のために（信陵君の姉と）婚姻を結んだのか、と信陵君を責め立てたので、信陵君は死を覚悟して百輌の車騎と共に趙へと向かうことを決めた。信陵君が出立の際、夷門へと立ち寄り侯嬴へその決意を告げたが、侯嬴は素っ気なく見送った。一度はそのまま出立したが、信陵君が侯嬴の態度を訝しみ、礼が足りなかったのだろうかと侯嬴の元へと戻ると、侯嬴は、王の寵姫の如姫は信陵君への恩があるので、如姫に王の寝室から晋鄙の軍へと命令を下すための兵符を盗ませる策を与えた。
兵符を盗み出すことに成功した後、侯嬴は信陵君へ、晋鄙が従わない場合は殺害するように伝えた。信陵君が出立する際、侯嬴は朱亥を伴うように進言して信陵君が晋鄙の軍へとたどり着く日を数え、自らの首を刎ねて餞とすると言い、信陵君を送り出した。信陵君が晋鄙の軍へと到着すると、侯嬴はその言葉の通り自刎した。